# Alt-Thera

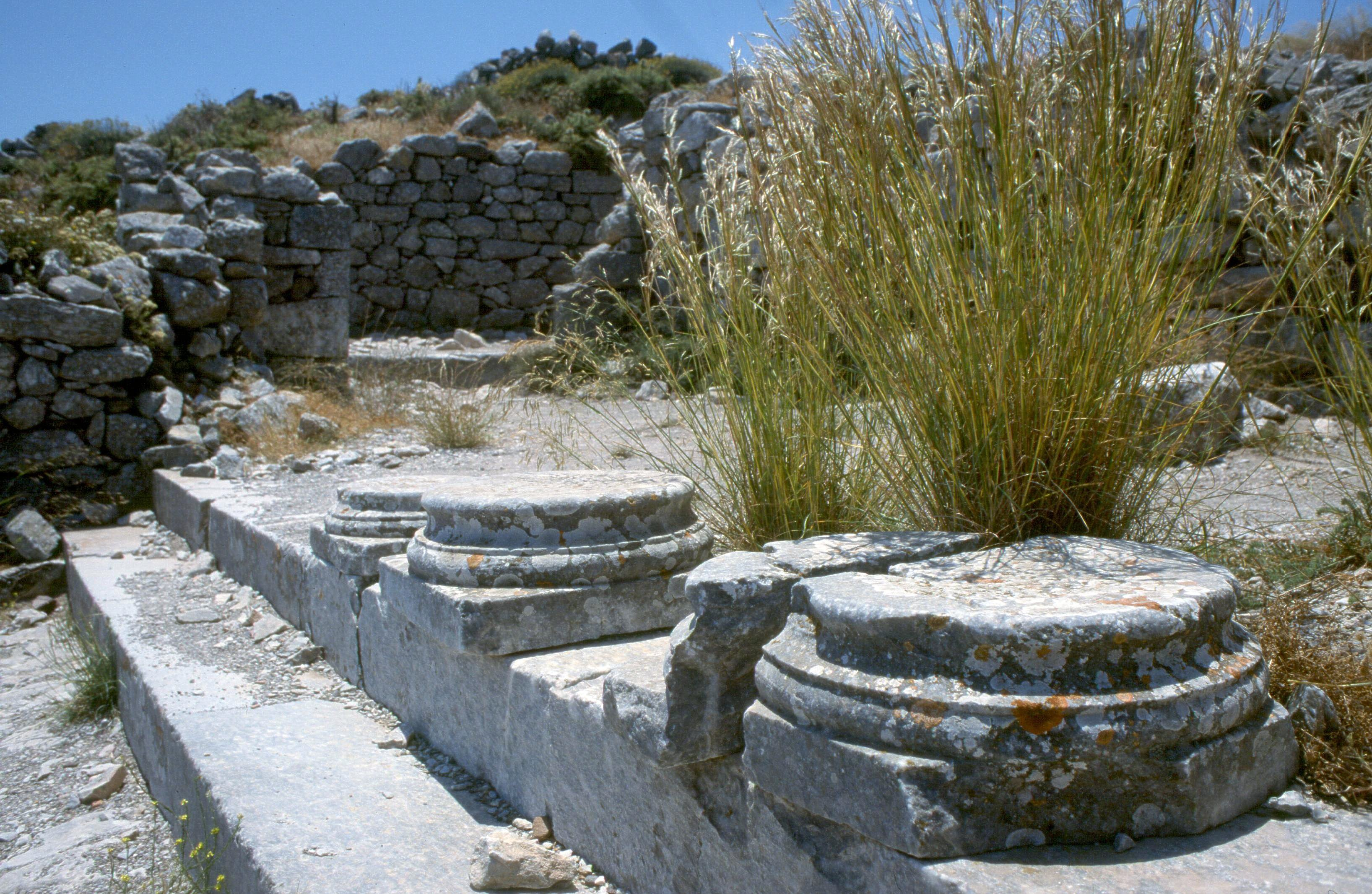
Ruinen eines Peristyls in Alt-Thera

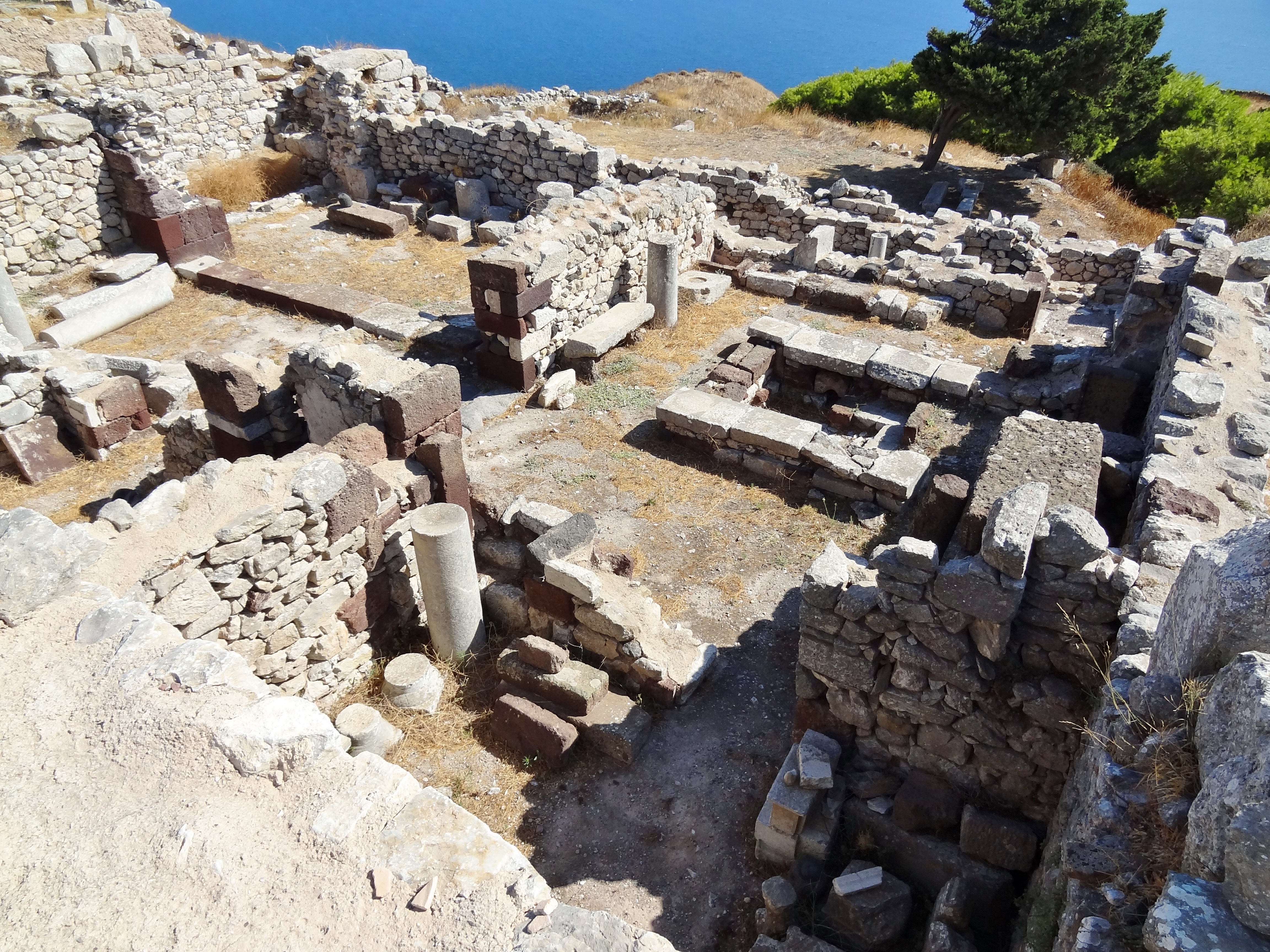
Spätrömisches „Haus der Tyche“

Alt-Thera ist eine antike Stadt auf dem Grat des 360 m hohen, steilen Berges Mesa Vouno auf der griechischen Insel Santorin. Sie wird nach dem mythischen Herrscher der Insel Theras benannt und war nachweislich vom 9. Jahrhundert v. Chr. bis ins Jahr 726 bewohnt. Die Stadt wurde ab dem Jahr 1895 durch den deutschen Archäologen Friedrich Hiller von Gaertringen systematisch erforscht und bis 1904 ausgegraben. Erst von 1990 bis 1994 wurden neue Grabungen unter der Leitung von Wolfram Hoepfner von der Freien Universität Berlin unternommen, die das Bild von der Geschichte der südlichen Ägäis präzisieren konnten.

## Die Stadt
Die Stadt besteht aus einer knapp 800 m langen und mit zwischen 2 und 4 m für damalige Verhältnisse besonders breiten, in südöstlicher Richtung verlaufenden Straße mit wenigen repräsentativen Bauten, von der eine kleine Stichstraße rechtwinklig abzweigt. An deren Ende liegt die hoch am Hang errichtete Kommandantur. Nach etwa 200 m erweitert sich die Stadt auf ein exponiertes Plateau von ca. 100 auf 100 m, hoch über der Felsküste, auf dem sich die Wohngebiete um eine Agora gruppieren. Ihr gegenüber senkt sich in den Hang gebaut ein Theater ab. Abgesetzt an der östlichen Spitze des Plateaus und dem Meer zugewandt liegt ein kleiner heiliger Bezirk mit Tempelanlagen und öffentlichen Einrichtungen.
Alle Bauten sind aus dem Kalkstein des Berges selbst errichtet. Holz war auf der Insel selten und fand nur sparsame Verwendung.
Unterhalb des Berges, am Rand der heutigen Stadt Kamari, lag eine Nekropole, die über beinahe die ganze Zeit der Stadt genutzt wurde. Ebenfalls zur Stadt gehörte ein bislang nicht exakt lokalisierter Hafen, an dem Werftanlagen und Unterkünfte für Seeleute und Soldaten vermutet werden. Funde am Rand von Perissa, südlich des Berges, lassen den Hafen dort annehmen.

## Geschichte

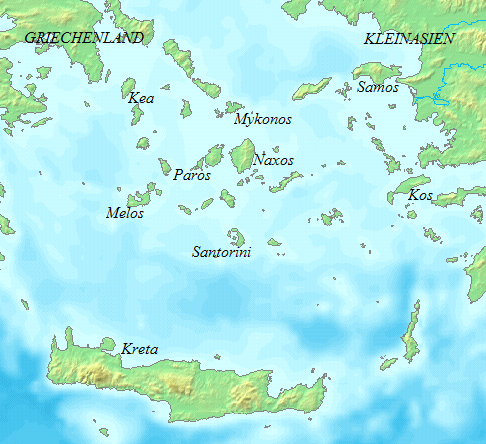
Santorin im Süden der Kykladen

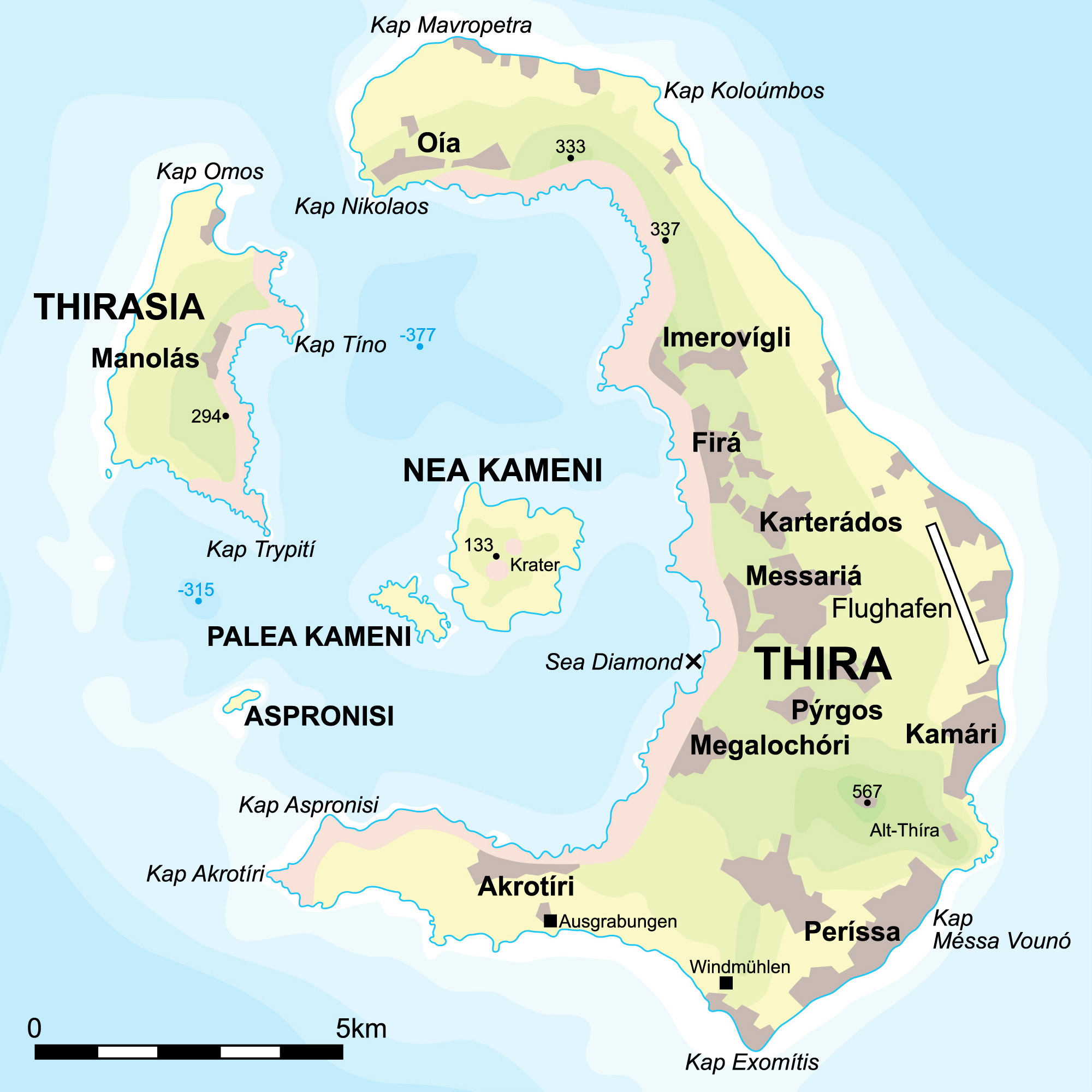
Alt-Thera zwischen Kamari und Perissa

Nach der Minoischen Eruption des Vulkans von Santorini um 1620 v. Chr. mit der Zerstörung sämtlicher Siedlungen auf der Insel dauerte es mehrere Jahrhunderte, bis diese wieder für die menschliche Besiedelung geeignet war. Herodot und Pausanias erwähnen eine frühe Ansiedlung von Phöniziern, die angeblich von Kadmos abstammten; sie ist aber bisher nicht archäologisch zu greifen.
Die Gründung der Stadt Alt-Thera ging von dorischen Kolonisten aus Sparta aus, die die strategisch günstige Position des Felsgrates erkannten. Herodot und Pausanias berichten von dem mythischen Herrscher Theras, ebenfalls ein Nachkomme des phönizischen Herrschers Kadmos und Sohn des Königs Autesion von Theben, der als Vormund seiner minderjährigen Neffen Eurysthenes und Prokles über Sparta und Lakonien geherrscht hatte und nach deren Volljährigkeit eine neue Siedlung auf der Insel Kalliste (altgriechisch Καλλίστῃ) errichtete. Nach Herodot wäre dies acht Generationen nach der ersten Ansiedlung von Phöniziern auf der Insel gewesen. Nach ihm sei in der Folge die Insel Thera (neugriechisch Θήρα Thira) benannt und der Name dann auf die ab dem 9. Jahrhundert v. Chr. archäologisch nachweisbare Stadt übertragen worden. Herodot erwähnt, dass es sieben Siedlungsbezirke auf der Insel gegeben hätte, von denen die Stadt auf dem Felsgrat als bedeutendste gilt.
Die Stadt war in archaischer Zeit nur eine unbedeutende Siedlung am Rand der Kykladen. Herodot schreibt weiter von einer siebenjährigen Dürre um das Jahr 630 v. Chr., die die Bewohner Theras gezwungen habe, Kolonisten in die Kyrenaika im heutigen Libyen zu entsenden. Diese Siedlung war außerordentlich erfolgreich, so dass Thera für längere Zeit als Mutterstadt von Kyrene trotz der geringen eigenen Bedeutung einen guten Ruf genoss. Aus dem 6. Jahrhundert v. Chr. wurde eine Sammlung von 760 Münzen gefunden, die bescheidene Handelsbeziehungen bis Athen und Korinth im Westen und Ionien und Rhodos im Osten bezeugt.
Die Rolle der Stadt änderte sich, als in der zweiten Hälfte des 3. Jahrhunderts v. Chr., also in hellenistischer Zeit, die ptolemäische Kriegsflotte der gesamten Ägäis im Hafen der Stadt stationiert wurde. Für die Offiziere wurde die Stadt vollständig umgebaut, die bisherige Struktur durch ein regelmäßiges Straßenraster ersetzt und repräsentative Bauten in Form von Peristylhäusern angelegt.

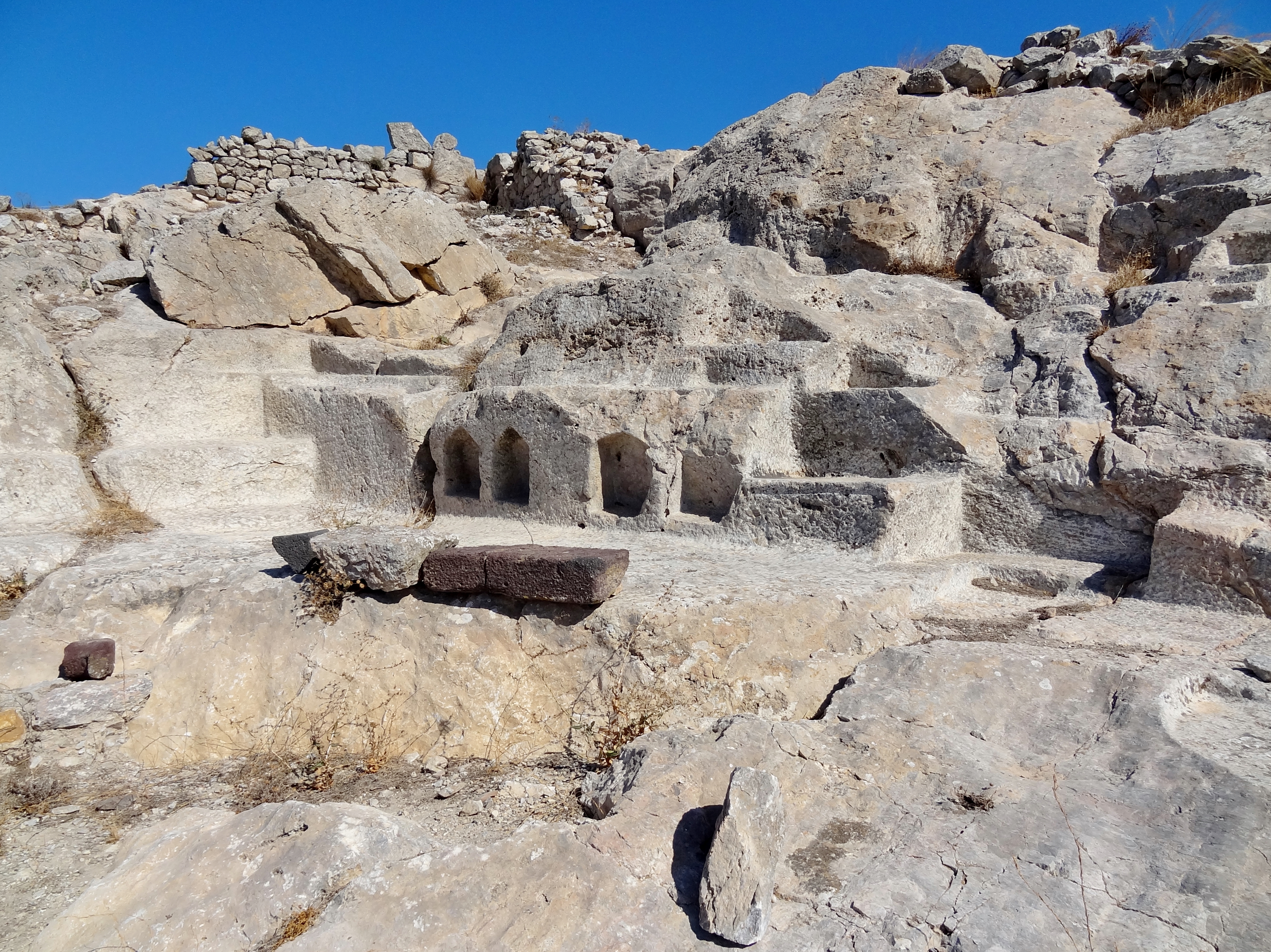
Heiligtum der ägyptischen Götter Serapis, Isis und Anubis

Aus Inschriften ist einiges bekannt über die Rolle der ptolemäischen Soldaten in der Stadt. Waren zunächst nur drei Offiziere und rund 300 Soldaten in Thera stationiert, siedelten sich später weitere Funktionsträger und pensionierte Offiziere an, die den Charakter der Stadt deutlich veränderten. Ob die gesamte Bevölkerung unter Militärverwaltung gestellt wurde oder ihre politische Selbständigkeit bewahren konnte, ist allerdings nicht überliefert. Die Soldaten waren einerseits Griechen vom Festland, andererseits nahm schnell der Anteil ägyptischer Söldner zu, die mit ihren Gottheiten die Kulte der Stadt stark beeinflussten. Die Flottenbasis wurde um 145 v. Chr. wieder abgezogen, bis zur Zeitenwende fehlen dann historische Überlieferungen aus der Stadt völlig.
In römischer Zeit ab Mitte des 1. Jahrhunderts v. Chr. gehörten Insel und Stadt zur Provinz Asia und obwohl keine hohen Beamten auf der Insel residierten, zeigen sich ein gewisser Wohlstand und Bedeutung Theras in aufwändigen Bauprojekten und der Tatsache, dass Theraner hohe Positionen, darunter gleich zweimal das Amt des Provinzialoberpriesters, erreichen konnten.
Im ersten Drittel des 3. Jahrhunderts zeigen sich Auflösungserscheinungen des Reiches auch im Fehlen von Berichten über die Insel. In byzantinischer Zeit wurde sie dann als Bischofssitz wieder häufiger erwähnt und war bis ins 5. Jahrhundert die einzige städtische Siedlung auf der Insel Santorin. Wie die ganze Region verlor sie im Folgenden an Bedeutung. Aus dem 6. Jahrhundert stammt eine Basilika als Vorgängerbau der Doppelkirche Agios Stefanos am Zugang der Stadt nahe dem Sattel. Im Jahr 726 wurde die Stadt bei einem insgesamt nur kleinen Ausbruch des Vulkans von Santorin mit Bimsstein verschüttet und kurz darauf aufgegeben. Über die Zerstörungen berichtete Theophanes, ein Chronist aus Byzanz.
Von der früheren Siedlung sind nur winzige Spuren erhalten, so dass die Beschreibung der Stadt sich im Wesentlichen auf die hellenistische Blütezeit des Ortes sowie spätere Entwicklungen bezieht.

## Bauwerke
Bemerkenswert sind insbesondere:
- Die Agora: Der Hauptplatz der Stadt passt sich der Form des Grates an und hat bei einer Länge von etwa 110 m eine Breite von zwischen 17 und 30 m. Auf der westlichen Hangseite liegen öffentliche Bauten, der Blick nach Osten zum Meer ist vom ganzen Platz aus frei, weil die Privathäuser auf dieser Seite unterhalb des Niveaus der Agora angelegt wurden.
- Die Basilike Stoa ist eine gewaltige Säulenhalle von 46 auf 10 m Größe entlang der Agora. Eine Reihe von zehn dorischen Säulen in der Mittelachse trägt das Dach. Sie bildete das Zentrum des öffentlichen Lebens. Im ersten Jahrhundert wurde sie komplett umgebaut und am Nordende wurden in einem abgeteilten Raum Statuen der kaiserlichen Familie aufgestellt.
- Das Theater wurde im 2. Jahrhundert in den Hang unterhalb der Hauptstraße gebaut und geht mit rund 1500 Sitzplätzen weit über den Bedarf der Stadt selbst hinaus. Hier fanden Aufführungen statt, die Besucher aus allen Siedlungen der Insel und vielleicht auch benachbarten Inseln anzogen.
- Der heilige Bezirk auf dem Sporn des Grates gruppierte sich um eine dem Hermes und dem Herakles geweihte Grotte. Neben dem wichtigsten Tempel des Apollon Karneios kam im 3. Jahrhundert v. Chr. ein gemeinsames Felsheiligtum der ägyptischen Götter hinzu und seit dem 2. Jahrhundert v. Chr. auch ein Gymnasion der Epheben, an das in römischer Zeit im ersten nachchristlichen Jahrhundert Thermen angebaut wurden.
- Am höchsten Punkt der Stadt am Ende einer Stichstraße lag ein repräsentatives Gebäude, das als Kommandantur der Flotte gedeutet wird. Der an zwei Seiten umbaute Hof direkt daneben wird als Gymnasion der Garnison interpretiert.

Privathäuser lassen sich in zwei Typen auffinden. Die Offiziere der Flotte wohnten in großzügigen Peristylhäusern mit Säulengängen, die vorwiegend auf Terrassen des Osthangs, unterhalb der Hauptstraße angelegt wurden. Von dort hatten die Bewohner einen spektakulären Blick auf das Meer mehr als 300 m unter ihnen. Die meisten Einwohner der Stadt bewohnten das Plateau des Berges. Ihre Häuser sind um einen kleinen zentralen Hof errichtet, unter dem die zwingend notwendige Zisterne lag. Einige der Häuser hatten zwei Stockwerke, vereinzelt erlaubt das Gelände auch kleine Keller.
|                     |               |                |         |
| Nordseite der Agora | Basilike Stoa | Römische Bäder | Theater |

## Kunst und Kultur
Die Fundlage ist sparsam, die Stadt hatte gegen Ende ihrer Nutzung an Bedeutung verloren und aus der Blütezeit haben sich nur wenige Werke erhalten. Bemerkenswert sind Inschriften am heiligen Bezirk auf dem Sporn des Grates aus der Anfangszeit der Stadt. Sie stammen vom Wechsel vom 9. zum 8. Jahrhundert v. Chr. und gehören damit zu den ältesten bekannten Verwendungen des aus der phönizischen Schrift hervorgegangenen griechischen Alphabetes. Die Zahl der Buchstaben ist reduziert, teilweise werden noch Buchstaben in Vorläuferformen verwendet. Bei den Inschriften handelt es sich teilweise um Widmungen von Altarsteinen an verschiedenste Götter der griechischen Mythologie. Dabei handelt es sich um viermal Zeus, zweimal Koures (worhinter sich möglicherweise weitere Anrufungen des Zeus verbergen können) sowie Apollon, Lochaia, Damia, die Dioskuren, Cheiron, Deuteros, Boreas je einmal. Dann etwas abgesetzt die Erinyen, Athanaia, Biris, die Chariten, Hermes und Kore. Die Vielfalt fällt genauso auf wie die Nennung vieler Götter, die andernorts nicht im Vordergrund standen. Bemerkenswert ist auch die Häufung von kleineren Göttern, die in Verbindung mit Familie, Geburt, Kindern und Kindererziehung stehen.
Der zweite häufige Typ von Inschriften wird ebenfalls auf dem Sporn des Grates gefunden, allerdings an den Felswänden um den Vorplatz des Gymnasions, wo ausweislich der Texte schon vor dem Bau des Sportgeländes Wettkämpfe und Weihehandlungen stattfanden. Die hiesigen Inschriften sind dem besonderen Gestein zu verdanken. Der Kalkstein ist mit einer dunklen graublauen Kruste überzogen, die schon mit geringem Aufwand abgeschlagen werden kann, so dass der weiße Stein hervortritt. Inschriften konnten so nicht nur spezialisierte Steinmetze erstellen, sondern konnten von jedermann hinterlassen werden. Die Texte beziehen sich teils direkt auf Wettkämpfe: So ist auf einem schweren Stein der Name des Kämpfers eingraviert, der ihn am weitesten werfen konnte. Andererseits beziehen sich die Inschriften auf sexuelle Handlungen, die vermutlich päderastische Beziehungen von älteren Männern mit jungen Sportlern und Tänzern beschreiben. Die Texte sind in sehr frühem Griechisch gehalten und daher teilweise interpretationsbedürftig. Es ist offen, ob es sich um Prahlereien handelt oder die sexuellen Handlungen einen rituellen Hintergrund hatten.
Keramiken wurden sowohl aus dem geometrischen Stil des 8. wie dem orientalischen Stil des 7. Jahrhunderts gefunden. Die Gestaltung ist an Vorbilder der Insel Naxos angelehnt, kommt aber erst mit Verspätung nach Santorin. Aus der zweiten Hälfte des 7. Jahrhunderts stammen einige, allerdings zumeist stark beschädigte Figuren, die als „dädalische Idole“ bezeichnet werden. Sie wurden als Grabbeigaben gefunden. Nur eines der Idole ist weitgehend erhalten. Es stellt eine Frau dar, deren erhobenen Arme als Totenklage interpretiert werden.
Die bekanntesten Fundstücke aus Alt-Thera sind mehrere übermannshohe, als kouroi bezeichnete Statuen von Jünglingen, die ebenfalls in der zweiten Hälfte des 7. Jahrhunderts v. Chr. gehauen wurden. Nachdem die Insel keine Marmorbrüche hat, entstand auch keine eigene stilistische Tradition. Sowohl der Marmor, wie der künstlerische Ausdruck kamen von der Insel Naxos. In den Anfang des 6. Jahrhunderts datiert die schönste Statue dieser Linie, die als Apollon von Thera bezeichnet wird. Alle Statuen wurden in Gräberfeldern unterhalb der Stadt gefunden.
Im Umfeld von Alt-Thera liegen zwei Höhlen, von denen eine ein weiteres antikes Heiligtum darstellt und die andere durch vielfältige Knochenreste und Spuren der Zubereitung von Speisen entweder ebenfalls als Kultplatz oder aber als Abfallgrube interpretiert werden muss.